# 請川村
請川村（うけがわむら）は、和歌山県東牟婁郡にあった村。現在の田辺市本宮町の南部、熊野川の支流・大塔川の流域にあたる。

## 地理
- 山岳：コンニャク山、野竹法師、柏山、大塔山、赤倉岳、愛宕山、小雲取山、如法山、七越峯
- 河川：熊野川、大塔川

## 歴史
- 1889年（明治22年）4月1日 - 町村制の施行により、請川村・大津荷村・津荷谷村・耳打村・皆瀬川村・田代村・上大野村・東和田村・静川村・野竹村・蓑尾谷村の区域をもって発足。
- 1956年（昭和31年）9月30日 - 三里村・本宮村・四村および敷屋村の一部（大字小津荷・高山）と合併して本宮町が発足。同日請川村廃止。

## 名所・旧跡・観光スポット・祭事・催事
- 川湯温泉